# Manel Kouki
Pour les articles homonymes, voir Kouki (homonymie).
Manel Kouki, née le 4 février 1988, est une handballeuse internationale tunisienne évoluant au poste de pivot au Bruguières Occitan Club 31.

## Biographie

### En club
Manel Kouki enchaîne les clubs de Nationale 1 et Nationale 2, avec Toulouse jusqu'en 2017, date à laquelle elle s'engage à la Stella Sports Saint-Maur. À l'été 2018, elle rejoint le Dreux Athletic Club, puis une saison plus tard le Bruguières Occitan Club 31.

### En sélection
Avec l'équipe de Tunisie, elle participe au championnat du monde 2013 en Serbie, au championnat du monde 2015 au Danemark et au championnat du monde 2017 en Allemagne,.